# Timonius neocaledonicus
Timonius neocaledonicus är en måreväxtart som beskrevs av Rudolf Schlechter och Kurt Krause. Timonius neocaledonicus ingår i släktet Timonius och familjen måreväxter.
Artens utbredningsområde är Nya Kaledonien. Inga underarter finns listade i Catalogue of Life.